# Northallerton
Northallerton è una cittadina di 16 832 abitanti, capoluogo della contea del North Yorkshire, in Inghilterra.

## Storia
L'insediamento di Northallerton era presente già al tempo dei Romani ma la sua importanza crebbe solo a partire dall'XI secolo quando Guglielmo II d'Inghilterra cedette il territorio al Vescovo di Durham. Sotto l'autorità vescovile, Northallerton divenne un importante centro religioso. Il paese è anche stato teatro di numerosi conflitti tra gli inglesi e gli scozzesi, il più importante dei quali è stata la Battaglia dello Stendardo.
Negli anni successivi, Northallerton divenne un importante centro per il commercio e i trasporti. Essendo l'area ricca di fosforo e grazie alle facili rotte commerciali, alcune industrie iniziarono ad insediarsi nella zona. Inoltre il paese, collocandosi sulla strada principale tra Londra ed Edimburgo, divenne un punto di sosta per le carrozze fino all'avvento della ferrovia nel XIX secolo. Trovandosi al centro di una vasta area rurale, nel 1200 Northallerton divenne una città di mercato e ancora oggi è presente un mercato al suo interno.
Le principali attività economiche di Northallerton sono un misto di industria leggera, commercio e servizi agricoli.

## Monumenti e luoghi d'interesse
A nord del centro abitato esisteva nel medioevo il piccolo insediamento di South Cowton del quale restano solo la chiesa dedicata a Santa Maria, il castello di South Cowton e la fattoria che vi è collegata.